# ستار کورموکچو
ستار کورموکچو (انگلیسی: Settar Körmükçü؛ ۱۹ آوریل ۱۹۱۶ – ۱۹۵۷) بازیگر اهل ترکیه بود.